# Susanne Wagner
Susanne Wagner (* 1975 in Bochum) ist eine deutsche Anglistin.

## Leben
Sie erwarb 1999 den MA in englischer Philologie, lateinischer Philologie und allgemeiner Linguistik an der Albert-Ludwigs-Universität Freiburg, 2003 den Dr. phil. in englischer Sprachwissenschaft in Freiburg im Breisgau und 2012 die Habilitation in englischer Sprachwissenschaft an der TU Chemnitz. Seit 2015 ist sie Professorin für Englische Sprachwissenschaft in Mainz.

## Schriften (Auswahl)
- Gender in English pronouns. Myth and reality. Freiburg im Breisgau 2004.
- als Herausgeberin mit Bernd Kortmann, Tanja Herrmann und Lukas Pietsch: A comparative grammar of British English dialects. Agreement, gender, relative clauses. Berlin 2005, ISBN 3-11-018299-8.